# Verner Thomé
Pour les articles homonymes, voir Thomé.
Verner Thomé  (né le 4 juillet 1878 à Alajärvi en Grand-duché de Finlande et mort le 1er juin 1953 à Helsinki) est un artiste peintre post-impressionniste finlandais. Il a été influencé par le vitalisme, un mouvement germano-scandinave qui a incorporé la philosophie de Friedrich Nietzsche.

## Biographie
En 1898–1899, Verner Thomé étudie à l'école de dessin de l'association des arts puis en 1901–1902,  à l'Académie des beaux-arts de Munich. En 1903, il participe à l'exposition des artistes finlandais à Helsinki. En 1904, il voyage à Paris, en Espagne et au Maroc. De retour en Finlande il adopte une palette plus sombre.
En 1906, il est en Italie et en 1908 dans le sud de la France, après cela il cherche à représenter la lumière et l'ombre par les contrastes de couleurs. En 1909, il fonde le Groupe Septem avec Alfred William Finch, Knut Magnus Enckell, Yrjö Ollila, Mikko Oinonen, Juho Rissanen et Ellen Thesleff.
Ils sont inspirés par l'exposition franco-belge impressionniste et néo-impressionniste de 1904 à Helsinki où sont exposées des œuvres de Paul Signac et de Henri-Edmond Cross.
Verner Thomé est un peintre de la lumière dont les thèmes sont entre-autres les portraits, les plages et les enfants Il s'essaiera aussi au pointillisme.
Il est le père de Olof Eriksson.

## Galerie

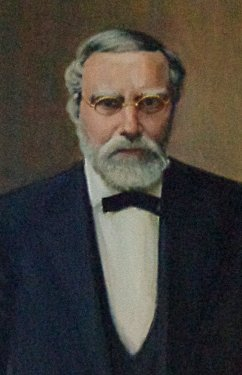
Portrait de Frans Josef von Becker.
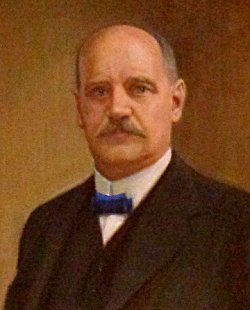
Portrait de Karl Reinhold Wahlfors.